# Nausífanes
Nausífanes (en grec antic: Ναυσιφάνης, Nausiphanes) va ser un filòsof de l'antiga Grècia que visqué durant el segle iv aC i era natural de Teos. Malgrat que era un filòsof d'escassa originalitat, comparat amb la resta de filòsofs del seu temps, va ser remarcable per la seva posició històrica en la formació de la filosofia del període hel·lenístic.
Autors com Diògenes Laerci i Sext Empíric indiquen que fou deixeble de Pirró d'Elis (fundador de l'escepticisme) i amic i seguidor de Demòcrit (segon fundador de l'atomisme, després de Leucip), i que va tenir un gran nombre de deixebles, entre els quals Epicur, el qual, val a dir, deia que no havia après res de Nausífanes, per tal de mantenir la seva fama d'autodidacte.
Era propietari i professor d'una escola a Teos (Àsia Menor), on ensenyava retòrica i filosofia atomista. De fet, hom el relaciona com una de les persones que ajudà, com a ideòleg, a consolidar la relació ideològica entre la gnoseologia democritea i l'escepticisme, i les teories atomistes de Demòcrit i Epicur. De fet, era indubtablement una persona entesa en filosofia, atomisme, retòrica i teoria del coneixement del seu temps, tot i que tenia opinions en part divergents tant respecte als seus mestres i referents com respecte als seus alumnes i seguidors.
Del punt de vista ètic, sostenia que el filòsof pot participar en la vida política; també es consagrà a una teoria de la retòrica (discutida després per Filodem). Pel poc que sabem de les teories atomistes de Nausífanes, donava una explicació de la teoria atòmica semblant a la de Demòcrit, segons la qual els àtoms són peces de matèria mortes en un moviment mecànic (a diferència d'Epicur, qui afirma que els àtoms són entitats sensibles, amb emocions com el plaer i el dolor).
Es conserven pocs fragments i comentaris de Nausífanes, de manera que una interpretació exhaustiva i llarga del seu pensament és impossible. Ha passat a la història de forma similar a Ammoni Saccas: un personatge clau en l'evolució de pensadors importants, però una figura poc important i poc definida per si mateixa.